# نهر بويالوب
نهر بويالوب هو نهر في ولاية واشنطن الأمريكية يبلغ طوله نحو 45 ميل (72 كـم)، وتتكون من الأنهار الجليدية على الجانب الغربي من جبل رينييه. يتدفق بشكل عام إلى الشمال الغربي ويصب في خليج البدء، وهو جزء من بوجيه ساوند. يستنزف النهر وروافده مساحة تبلغ حوالي 948 ميل مربع (2,460 كـم2) في مقاطعة بيرس وجنوب مقاطعة كينج.
يعد مستجمعات المياه في النهر هو الأصغر في منطقة بوجيت ساوند حيث شكل من سلسلة من حالات الانهيار التي بدأت منذ 5600 عام. سكان الوادي البالغ عددهم 150.000 معرضون لخطر الانهيارات المستقبلية. لهذا السبب قامت هيئة المسح الجيولوجي الأمريكية بتركيب نظام إنذار لهر.

## وصلات خارجية
- حوض نهر بويالوب
- نظام تحذير جبل رينييه بركان لاهار
- فيلق المهندسين الأمريكيين لإدارة المياه
- مركز التنبؤات النهرية شمال غرب Puyallup @ Orting
- مركز التنبؤات النهرية شمال غرب Puyallup @ Puyallup
- NOAA خدمة التنبؤ الهيدرولوجي المتقدمة Puyallup @ Puyallup
- الاتجاهات في مجرى التدفق والمقارنات مع التدفقات المباشرة في حوض نهر بويالوب السفلي ، واشنطن ، المسح الجيولوجي للولايات المتحدة